# Castillejeae
Castillejeae Reveal, 2012 è una tribù di piante parassite (o semiparassite), spermatofite, dicotiledoni appartenenti alla famiglia delle Orobanchaceae.

## Etimologia
Il nome della tribù deriva dal suo genere tipo Castilleja Mutis ex L.f. il cui nome a sua volta è stato dato in ricordo del professore Domingo Castilleja (1744-1793), un botanico spagnolo e docente di botanica a Cadice, in Spagna.
Il nome scientifico è stato definito dal botanico contemporaneo James Lauritz Reveal (sulla base della tribù Castillejinae definita dal botanico scozzese George Don nel 1838) nella pubblicazione "Phytoneuron. Digital Publications in Plant Biology - 2012-37: 216" del 2012.

## Descrizione
- Il portamento delle specie di questa tribù è erbaceo sia annuale che perenne. I fusti in sono eretti e ascendenti, decombenti o striscianti. Le superfici delle varie parti di queste piante possono essere sia glabre che pubescenti.[1][7]
- Le foglie lungo il caule sono disposte in modo alternato, opposto nelle parti distali. Sono sessili con forme lineari-lanceolate, apici acuminati con contorni interi, incisi (a volte finemente divisi) o raramente pennatifidi.
- Le infiorescenze sono di tipo racemoso. I fiori sono sessili o brevemente pedicellati. All'interno sono presenti delle brattee fogliacee colorate di giallo, rosso o bianco (in Cordylanthus le brattee più interne sono simili al calice). Non sono presenti bratteole.
- I fiori sono ermafroditi, zigomorfi e tetraciclici (ossia formati da 4 verticilli: calice– corolla – androceo – gineceo) e pentameri (i verticilli del perianzio hanno 5 elementi).

- Formula fiorale. Per la famiglia di queste piante viene indicata la seguente formula fiorale:

x K (5), [C (2 + 3), A 2 + 2], G (2), supero, capsula.
- Il calice è gamosepalo con forme tubolari lateralmente compresse, spesso dilatato alla base e con fessure anteriori o laterali anche profonde. In alcune specie è simile ad una spatola. I lobi terminali (a volte 4) sono interi o brevemente bilobati o più facilmente simili a denti.

- La corolla gamopetala è fortemente bilabiata con il labbro superiore a forma di casco (ma anche piatto in Clevelandia), quello inferiore con dei lobi concavi, patenti, a volte molto piccoli. A volte le due labbra sono quasi uguali (Triphysaria). Il colore della corolla è rosso, purpureo, giallo, rosa o bianco.

- L'androceo è formato da 4 stami didinami e sporgenti o inclusi nella corolla. I filamenti sono adnati alla corolla. Le antere, sagittate, sono a due teche uguali oblunghe, oppure è presente una sola teca ridotta o sterile (in Orthocarpus e Triphysaria). La deiscenza è mediante due fessure longitudinali. Le sacche polliniche sono divergenti con granuli pollinici spesso tricolporati.

- Il gineceo è bicarpellare (sincarpico - formato dall'unione di due carpelli connati) ed ha un ovario supero biloculare (a volte ineguali) con forme da oblunghe a ovoidi.  La placentazione è assile (con placente indivise) o parietale (con placente divise e libere). Gli ovuli sono numerosi per ogni loculo e hanno un solo tegumento e sono tenuinucellati (con la nocella, stadio primordiale dell'ovulo, ridotta a poche cellule). Lo stilo è corto con uno stigma globoso-capitato o debolmente bilobo. Il disco nettarifero se presente è posizionato attorno alla base dell'ovario.

- Il frutto è una capsula loculicida. I semi sono da pochi a numerosi, minuti con forme oblunghe-angolose e ricoperti da una struttura reticolare.

## Riproduzione
- Impollinazione: l'impollinazione avviene tramite insetti (impollinazione entomogama) o il vento (impollinazione anemogama).
- Riproduzione: la fecondazione avviene fondamentalmente tramite l'impollinazione dei fiori (vedi sopra).
- Dispersione: i semi cadendo (dopo aver eventualmente percorso alcuni metri a causa del vento - dispersione anemocora) a terra sono dispersi soprattutto da insetti tipo formiche (disseminazione mirmecoria).

## Distribuzione e habitat
La distribuzione delle specie di questa tribù è quasi prevalentemente americana, solamente 5 specie del genere Castilleja vivono in Eurasia.

## Alcune specie

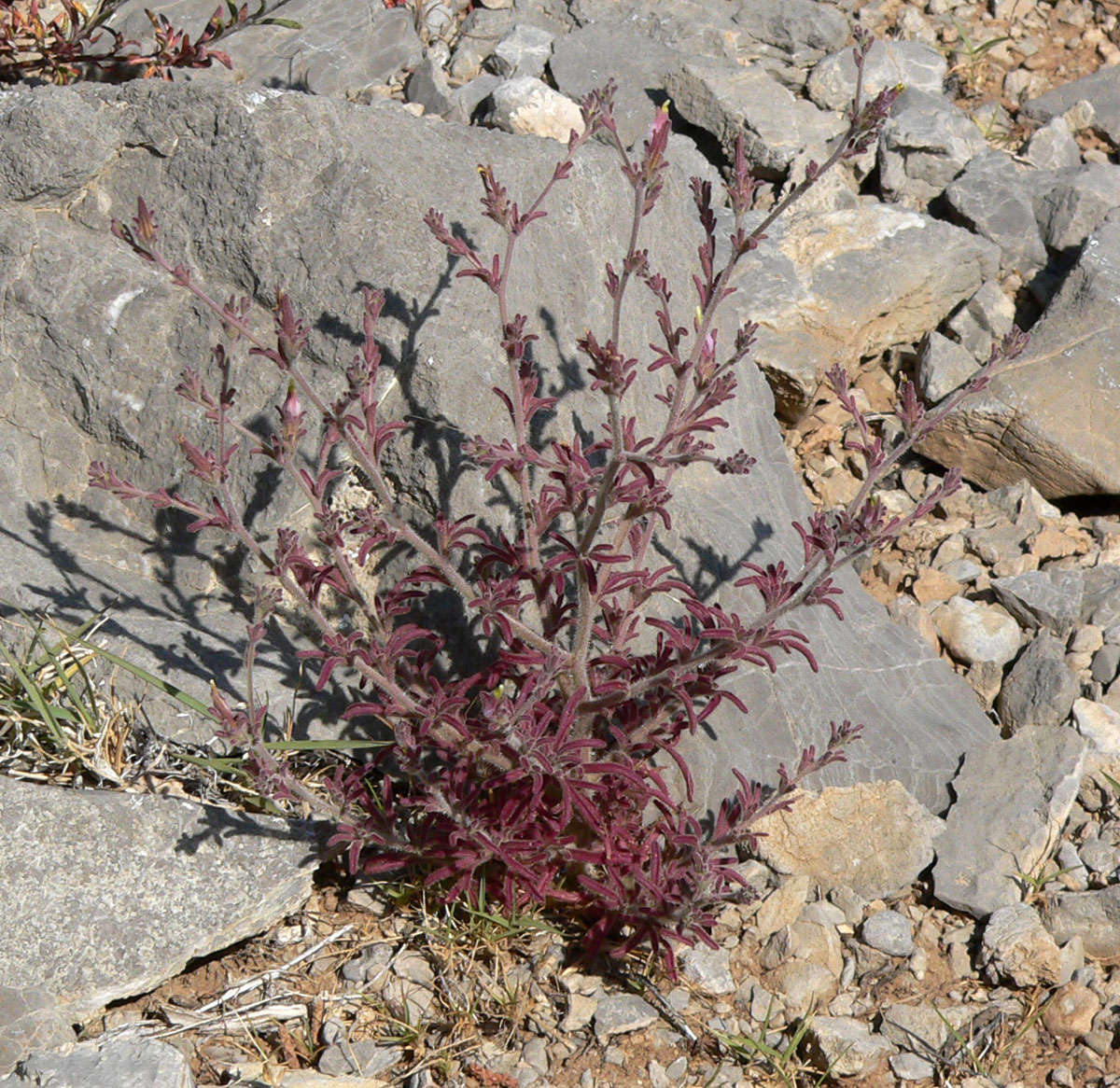
Il portamento Cordylanthus parviflorus
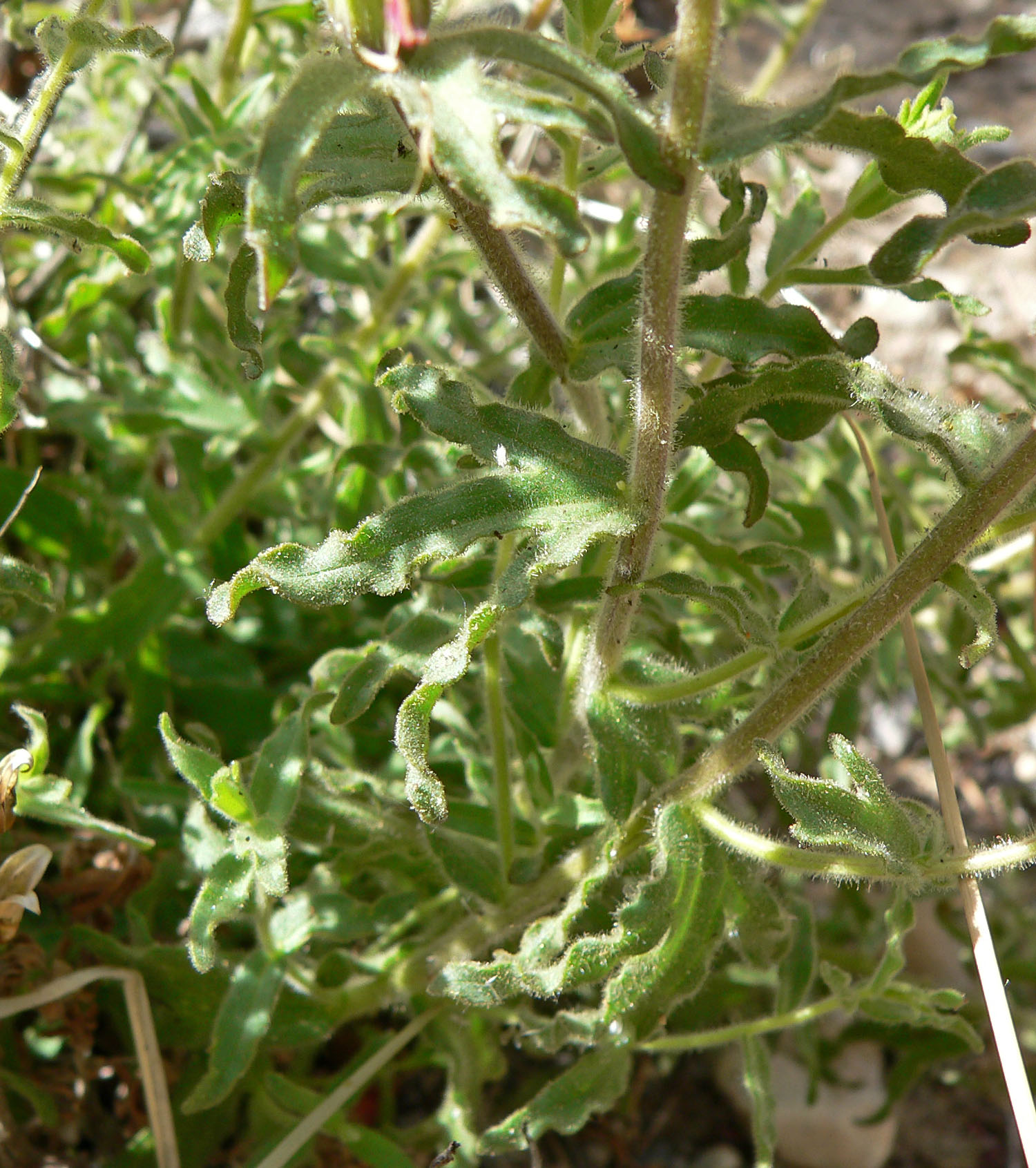
Le foglie Castilleja applegatei
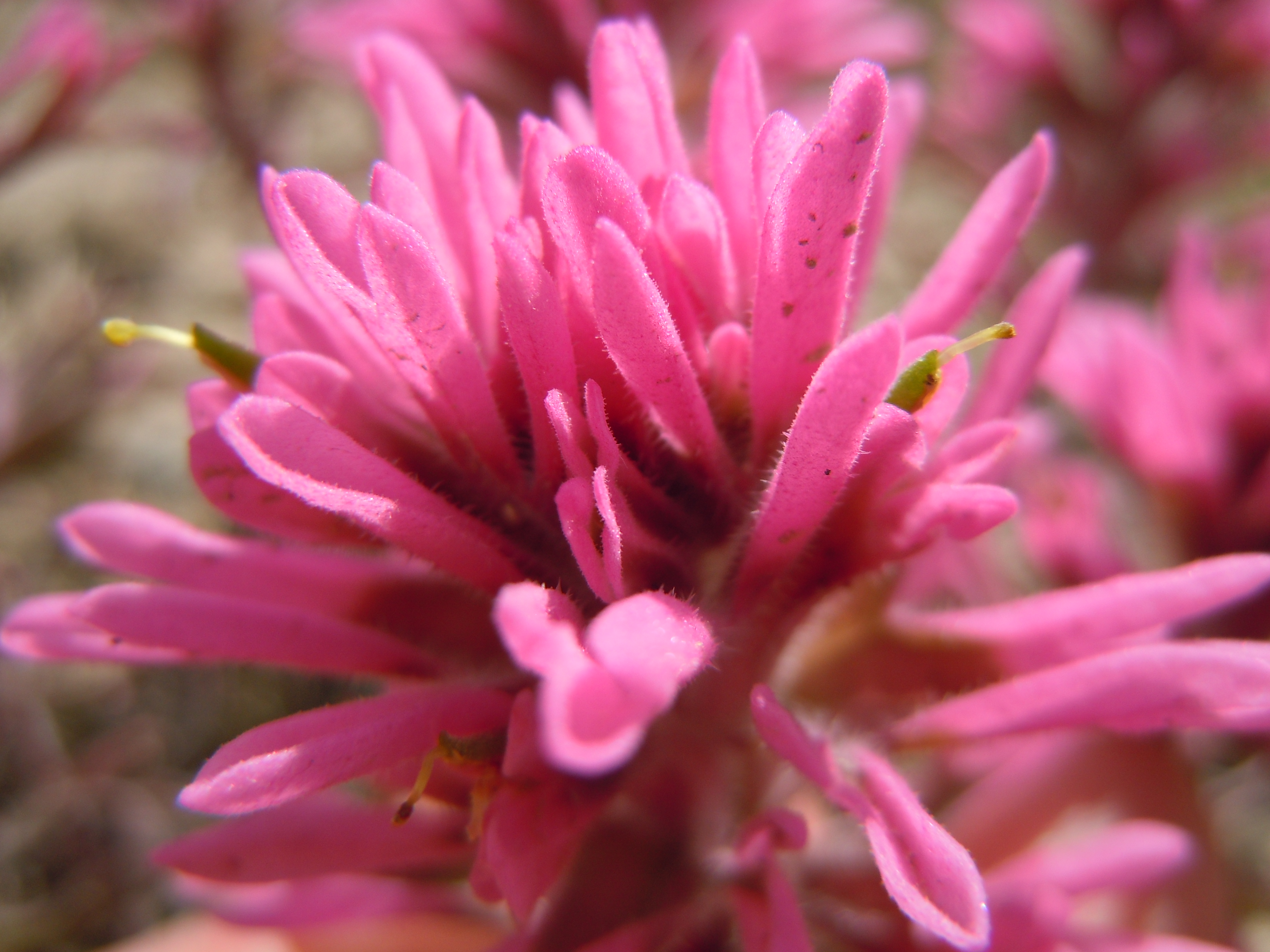
Infiorescenza (brattee) Castilleja angustifolia
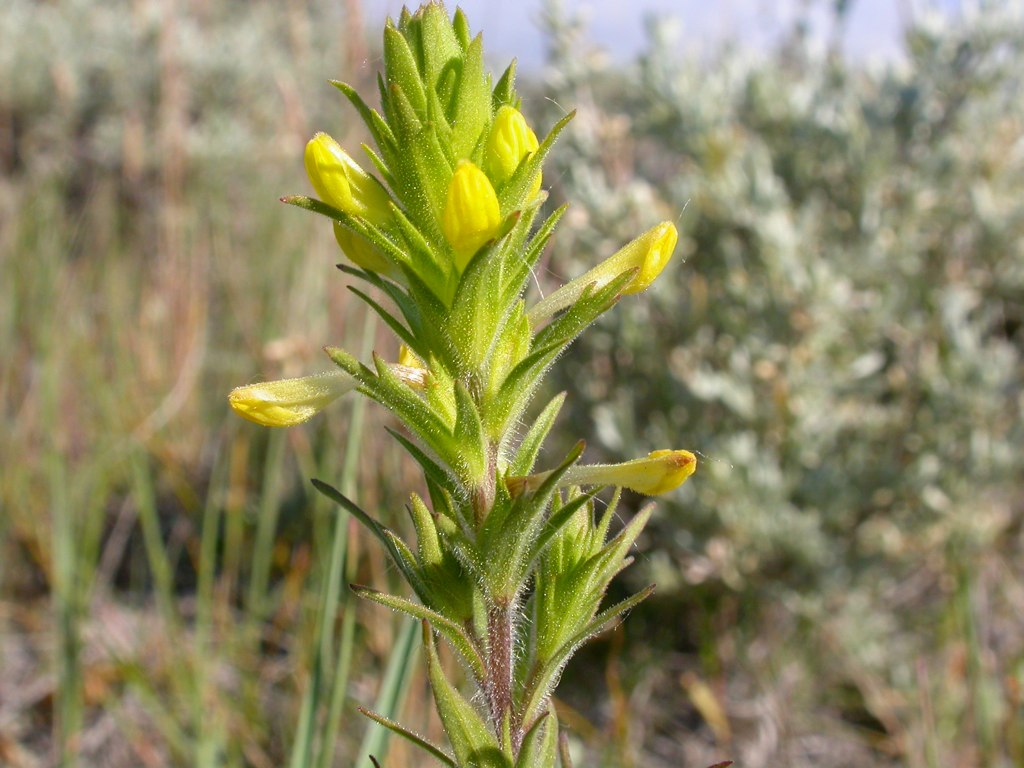
Infiorescenza Orthocarpus luteus
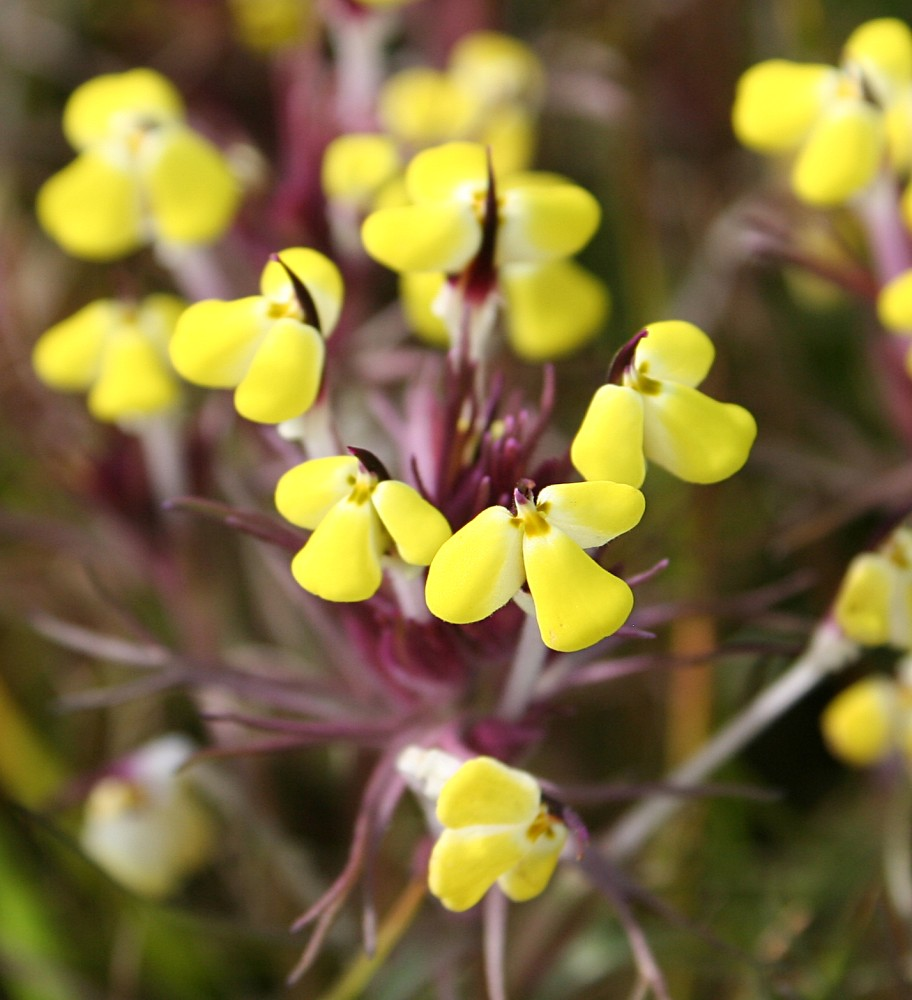
I fiori Triphysaria eriantha

## Tassonomia
La famiglia di appartenenza di questo gruppo (Orobanchaceae), caratterizzata soprattutto da specie semiparassite, parassite o oloparassite, comprende circa 60 generi con oltre 1700 specie (altre fonti indicano 99 generi con 2060 specie) con una distribuzione cosmopolita. La tribù Castillejeae è una delle 10 tribù nella quale è divisa la famiglia.

### Filogenesi

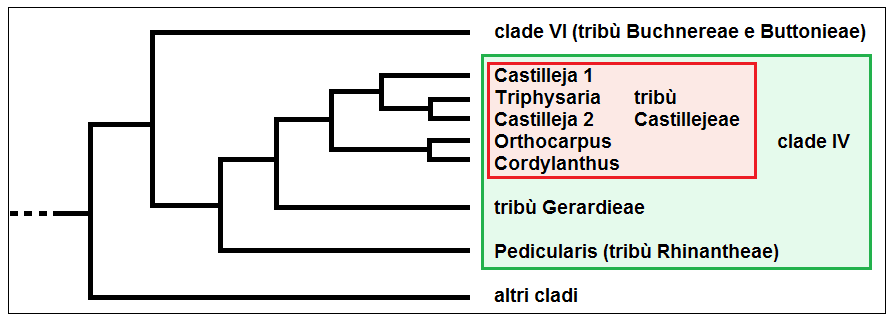
Cladogramma della tribù

I generi di questa tribù tradizionalmente erano stati posti nella famiglia Scrophulariaceae s.l.; attualmente in seguito ad analisi cladistiche basate sulle caratteristiche del DNA è stata rivista la posizione tassonomica del gruppo e inserita nella famiglia Orobanchaceae. L'attuale circoscrizione della tribù probabilmente è da perfezionare. Studi recenti hanno suddiviso la famiglia in 6 cladi. Il gruppo di questa voce appartiene al "clade IV" suddiviso in due subcladi: uno contenente il genere Pedicularis con 300-500 specie con habitat temperato-freddo e un altro clade contenente i generi della tribù Castillejeae e della tribù Gerardieae Benth.. Queste due ultime tribù formano quindi un "gruppo fratello". Il genere Castilleja non è monofiletico.
Altre analisi propongono la descrizione di alcuni generi di questa tribù (come Castilleja) all'interno della tribù Pedicularidae Duby.
Il cladogramma a lato tratto dallo studio citato e semplificato mostra la posizione filogenetica della tribù e di alcuni suoi generi.

### Composizione della tribù
La tribù comprende 7 generi e circa 230 specie:
| Genere                             | Numero specie                                    | Numero cromosomico               | Distribuzione                 |
| ---------------------------------- | ------------------------------------------------ | -------------------------------- | ----------------------------- |
| Castilleja Mutis ex L.f., 1782     | Circa 200                                        | 2n = 24, 46, 48, 72, 96 e 120    | America e 5 specie in Eurasia |
| Clevelândia Greene, 1885           | Una specie: Clevelandia beldingii Greene         | 2n = 24                          | California                    |
| Cordylanthus Nutt. & Benth., 1846  | 13 - 18                                          | 2n = 26 e 32                     | Nord America                  |
| Gentrya Breedlove & Heckard, 1970  | Una specie. Gentrya racemosa Breedlove & Heckard | 2n = 24                          | Messico                       |
| Ophiocephalus Wiggins, 1933        | Una specie: Ophiocephalus angustifolius Wiggins  | 2n = 24                          | California                    |
| Orthocarpus Nutt., 1818            | 9                                                | 2n = 22, 24, 28, 30, 40, 48 e 96 | Nord America occidentale      |
| Triphysaria Fisch. & C. Mey., 1835 | 5                                                |                                  | Nord America occidentale      |

Nota: alcuni Autori descrivono Clevelandia, Gentrya e Ophiocephalus all'interno di Castilleja. I generi Adenostegia Benth., Chloropyron Behr e Dicranostegia (A. Gray) Pennell tradizionalmente descritti autonomamente, attualmente sono considerati sinonimi di Cordylanthus.